# Slant Magazine
Slant Magazine è una testata giornalistica online dedicata principalmente a recensioni di musica, film, videogiochi e programmi televisivi. Tra i suoi contenuti vi sono anche interviste ad attori, registi, musicisti o altri personaggi dello spettacolo.

## Stile
La sezione musicale di Slant inizialmente si concentrava molto sulla musica pop ma in anni recenti anche la musica indie, comprendente country è stata oggetto di recensione nel settimanale.
Il sito è anche molto lanciato verso i gay e i punti di vista femministi. Lo stesso Ed Gonzalez, fondatore del sito, è dichiaratamente gay e la maggior parte dei regolari giornalisti del sito hanno interessi politici comuni.
Da quando la guerra un Iraq è cominciata, il contenuto dell'editoriale ha cominciato a interessarsi anche a questioni politiche, pur rimanendo un sito prevalentemente interessato all'intrattenimento.

## Risposta dei media
In un recente articolo, il New York Times ha definito Slant "una miniera di appassionate e spesso spinose analisi della cultura pop." Le recensioni di Slant sono state spesso oggetto di dibattiti e discussioni online e anche nei media: nel 2005 la recensione di Ed Gonzalez del film di Kevin Gage "Chaos" causò alcune polemiche quando Roger Ebert citò Gonzalez nella recensione del film nel Chicago Sun-Times; Il "New York Press" citò un altro scrittore di Slant, Keith Uhlich, in una recensione del film "The Island di Michael Bay; e Gonzalez, che scrive regolarmente per la sezione filmica del Village Voice, è stato elogiato dall'ex critico del "Village Voice" Nathan Lee per la sua attenzione verso la politica e la cultura pop in una piacevole e interessante maniera. KillerStartups.com, una comunità web che recensisce siti web sia per gli imprenditori che per gli investitori, ha chiamato Slant "una delle più importanti fonti online di notizie, commenti, opinioni e controversie nel mondo dell'indie, del pop e del mainstream".

## Sistema di valutazione
Slant utilizza due diversi tipi di valutazione:
- I film e i programmi televisivi vengono valutati con il tradizionale sistema di valutazione a quattro stelle;
- Gli album musicali e i DVD vengono valutati con il sistema di valutazione a cinque stelle.